# Voetbalkampioenschap van Jeetze 1929/30
In 1929/30 werd het zevende en laatste officiële voetbalkampioenschap van Jeetze gespeeld, dat georganiseerd werd door de Midden-Duitse voetbalbond. Na dit seizoen werd de competitie ondergebracht in de Altmarkse competitie, maar bleef wel nog twee seizoenen als aparte klasse groep bestaan.
VfB Klötze werd kampioen en plaatste zich voor de Midden-Duitse eindronde. De club verloor van Fortuna Magdeburg.

## Gauliga
| Plaats | Club                   | Wed. | W | G | V | Saldo | Ptn. |
| ------ | ---------------------- | ---- | - | - | - | ----- | ---- |
| 1.     | VfB 1907 Klötze        | 10   | 9 | 0 | 1 | 62:24 | 18:2 |
| 2.     | SV Wustrow             | 10   | 6 | 2 | 2 | 28:11 | 14:6 |
| 3.     | SV Eintracht Salzwedel | 10   | 5 | 2 | 3 | 33:28 | 12:8 |
| 4.     | SV 1920 Schwiesau      | 10   | 3 | 0 | 7 | 20:36 | 6:14 |
| 5.     | TSV Immekath           | 10   | 2 | 2 | 6 | 15:36 | 6:14 |
| 6.     | FC Blücher Barnebeck   | 10   | 2 | 0 | 8 | 19:42 | 4:16 |

|  | Kampioen, geplaatst voor Midden-Duitse eindronde |
|  | Degradatie                                       |